# Саммит (округ, Юта)
Округ Саммит (англ. Summit County) располагается в штате Юта, США. Официально образован в 1854 году. По состоянию на 2010 год, численность населения составляла 36 324 человека.

## География
По данным Бюро переписи США, общая площадь округа равняется 4874,385 км2, из которых 4848,485 км2 суша и 25,9 км2 или 0,5 % это водоёмы.

## Население
По данным переписи населения 2000 года в округе проживает 29 736 жителей в составе 10 332 домашних хозяйств и 7501 семья. Плотность населения составляет 2 человека на км2. На территории округа насчитывается 17 489 жилых строений, при плотности застройки около 2-х строений на км2. Расовый состав населения: белые — 91,80 %, афроамериканцы — 0,24 %, коренные американцы (индейцы) — 0,31 %, азиаты — 0,96 %, гавайцы — 0,04 %, представители других рас — 5,43 %, представители двух или более рас — 1,21 %. Испаноязычные составляли 8,09 % населения независимо от расы.
В составе 40,8 % из общего числа домашних хозяйств проживают дети в возрасте до 18 лет, 63,5 % домашних хозяйств представляют собой супружеские пары проживающие вместе, 6,2 % домашних хозяйств представляют собой одиноких женщин без супруга, 27,4 % домашних хозяйств не имеют отношения к семьям, 18,4 % домашних хозяйств состоят из одного человека, 3,2 % домашних хозяйств состоят из престарелых (65 лет и старше), проживающих в одиночестве. Средний размер домашнего хозяйства составляет 2,87 человека, и средний размер семьи 3,3 человека.
Средний доход на домохозяйство в округе составлял 64 962 USD, на семью — 72 510 USD. Среднестатистический заработок мужчины был 47 236 USD против 28 621 USD для женщины. Доход на душу населения составлял 33 767 USD. Около 3 % семей и 5,4 % общего населения находились ниже черты бедности.